# Темясово
Темясово (баш. Темәс) — село в Темясовском сельсовете Баймакского района Башкортостана России. Резиденция Башкирского правительства (столица Малой Башкирии) в январе-феврале 1919 года и правительства Советской Башкирии весной 1919 года.

## Географическое положение
Расстояние до:
- районного центра (Баймак): 55 км,
- ближайшей железнодорожной станции (Сибай): 100 км.

Находится на берегу реки Сакмары.
Неподалёку от Темясова находится гора Рапат, в 2,5-3 км расположены позднесарматские Темясовские курганы.

## История
Деревня была основана башкирами в конце XVII века, хотя самые древние известные захоронения здесь имеют тысячелетний возраст. Первоначально деревня называлась Каипкай (Каипкаево), потом получила название Темяс по имени тархана Темяса Илекеева, участника башкирских восстаний 1737 и 1755 годов и возможно, жителя этой деревни.
До 1886 года деревня Темясово относилась к второй юрте шестого кантона Оренбургской губернии, в дальнейшем вошла в состав Орского уезда, а потом стала центром Второй Бурзянской волости.
До второй половины XIX века жители деревни занимались, в основном, скотоводством, охотой, кустарными промыслами и лесосплавом, однако потом в деревню началась иммиграция русских и татар, которые принесли с собою земледелие. Одновремённо были построены заводы (кирпичный и кожевенный), мельницы и мастерские, магазины. Ежегодно проводилась ярмарка. Население с 1885 года до начала 20 века выросло вдвое от 950 до 2000.
В 1900 году в селе были 2 мечети и медресе, русско-башкирское училище и земская больница.
В декабре 1917 года III Всебашкирский учредительный курултай включил эту волость в Бурзян-Тангауровский кантон автономного Башкурдистана.
Во время Гражданской войны после перехода размещённого в селе башкирского войска Ахмет-Заки Валидова на сторону красных, с марта 1919 года по июнь 1920 года село Темясово имело статус столицы Башкирской Советской Республики. Однако, вследствие наступления Колчака, правительство Башревкома с августа 1919 года находилось в Саранске, а затем в Стерлитамаке.
1 мая 1920 года состоялась закладка города Темясова, однако правительство так и осталось в Стерлитамаке, Темясово как столица оказалось ненужным.
Вследствие изменений в составе и политике Башревкома летом 1920 года в кантоне вспыхнуло башкирское Бурзян-Тангауровское восстание против этнических и экономических притеснений, практически законченное к концу 1920 года компромиссом, позже нарушенным советской стороной.
Указом Президента Республики Башкортостан село Темясово объявлено историко-культурным центром.

## Население
| 2002 | 2009  | 2010  | 2021  |
| ---- | ----- | ----- | ----- |
| 3517 | ↗3920 | ↘3529 | ↘3465 |

Национальный состав
Согласно переписи 2002 года, преобладающая национальность — башкиры (82 %).
Согласно переписи 2020 года, преобладающая национальность — башкиры (88,9 %), русские (7,7 %).

## Экономика
В селе работают леспромхоз «Сакмар», молокозавод, ГУП «Баймакский лес».

## Культура
В селе имеется дом культуры, Темясовский историко-краеведческий музей, расположенный в бывшем здании I Башкирского правительства и парламента, библиотека и башкирский историко-культурный центр «Темясово».

## Образование
В 1936 — 1956 гг. в Темясове существовало педагогическое училище, переведенное из Оренбурга.
В 2018 году было открыто новое здание начальной школы, в которой учились 113 детей. В селе также работает средняя школа, филиал детской школы искусств и детский сад.
В 2017 году в Темясове была начата подготовка местной энциклопедии.

## Медицина
Действуют Темясовская участковая больница и психоневрологический интернат.

## События
- В сентябре 2018 года в Темясове произошёл массовой конфликт местных жителей с приезжими рабочими.[18] Позже стороны заявили о прекращении конфликта.[19] Над одним из башкирских активистов проводился суд, который оппоненты обвинили в несоблюдении языковых прав обвиняемого.[20] Суд завершился штрафом.[21]
- В апреле 2019 года был открыт многофункциональный центр, а также введено в строй новое пожарное депо.[22]

## Религия
В селе есть мечеть.

## Известные люди
- Искужин, Адигам Динисламович (1928 — 2003) — башкирский музыкант, народный певец.
- Муртазин, Рауф Ахметович (1910 — 1994) — башкирский композитор, первооткрыватель жанра симфонии в башкирской музыке.
- Фасхитдинов, Ридик Ахметович (1940 — 2022) — баянист, концертмейстер ансамбля народного танца им. Ф. Гаскарова.